# Hypocometa bathylima
Hypocometa bathylima là một loài bướm đêm trong họ Geometridae.